# IVC 1
IVC 1 - Real Fight Tournament foi o primeiro evento do International Vale Tudo Championship. O evento foi realiado no dia 6 de Julho de 1997.

## Pós-Evento
Na luta "Gary Goodridge x Pedro Otávio", o Gary Goodridge enfiou a mão na sunga do Pedro Otavio, para esmagar tudo. Então, a regra "Proibido colocar as mãos ou pés dentro da sunga do adversário" teve de ser criada, e passou a valer a partir do IVC 2.